# Arne Dankers

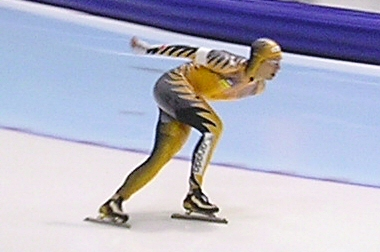
Arne Dankers, 2007 in Heerenveen

Arne Dankers (* 1. Juni 1980 in Calgary, Alberta) ist ein kanadischer Eisschnellläufer.
Dankers war Mitglied des kanadischen Teams, das den Weltrekord von 3:39,69 Minuten im Verfolgungslauf am 12. November 2005 in Calgary aufstellte.
Bei den Olympischen Winterspielen 2006 in Turin nahm er am Eisschnelllauf über 5000 m, bei dem er den fünften Platz machte, und 10.000 m teil, sowie am Mannschaftsverfolgungslauf (gemeinsam mit Denny Morrison und Steven Elm), bei dem Kanada die Silbermedaille gewann.
Dankers ist Athletenbotschafter der Entwicklungshilfeorganisation Right to Play.